# De Nationale Proeftuin
Stichting De Nationale Proeftuin heeft als doel Nederlanders actief te betrekken bij het onderwerp biodiversiteit, en het agro-cultureel erfgoed in het bijzonder.
De stichting is opgericht in november 2001, en introduceerde in april 2002 de ideële zadenruilbeurs op internet. Via deze website kan iedereen gratis zaden uit eigen tuin of bloembak aanbieden, aanvragen en uitwisselen. 
Daarnaast biedt de website de mogelijkheid om kennis op het gebied van zaden, planten en (natuurlijk) tuinieren te delen.